# أول شرودر
أول شرودر (بالألمانية: Ole Schröder)‏ هو محامي وسياسي ألماني، ولد في 27 أغسطس 1971 في هامبورغ في ألمانيا. نشط حزبياً في الاتحاد الديمقراطي المسيحي. وقد انتخب سكرتير برلماني في ألمانيا ‏ وانتخب عضو في البوندستاغ الألماني خلال فترته النيابية ‏ (17 أكتوبر 2002 – 18 أكتوبر 2005).

## وصلات خارجية
- الموقع الرسمي